# イエローナイトフィーバー
『イエローナイトフィーバー』は、2005年1月7日から2006年12月30日までびわ湖放送で放送されていたバラエティ番組。全105回。平和商事の一社提供。

## 概要
出演者たちが様々なバラエティ企画に挑戦していた深夜番組で、滋賀県内のパチンコ店を紹介するコーナーも設けていた。主にイエローキャブウエスト所属の女性タレントたちが出演していた。
放送時間は基本的に毎週土曜 24:25 - 25:20だったが、2006年12月16日と12月30日には番組編成の都合で23:00からの放送になった。また、番組は一時期インターネット配信されていた。

## 出演者
- 浅田ハルカ
- 奥村かおり
- 藤本仁以奈
- 八木えりか
- 八代じゅん
- 和泉奈保
- ほか

## ナレーター
- 山葉マリ

## スタッフ
[撮影]　
小野寺真晴
[演出]　
山中絵美
[編集/MA]
tu-gumi
[ プロデューサー]
津村浩司
[制作協力]
つぐみ

## 備考
- 八木えりかは「大津メェメェ」名義で出演することが多く、出演時には農家のおばちゃんルックで昭和の大学生のような分厚い眼鏡をかけ、野原しんのすけのような口調で話していた。名前の由来は不明。番組開始当初は何の扮装もせずに、八木えりかとして出演していた。
- 奥村かおりは「満腹ミキティ」と名乗り、コック帽を被って出演していた。こちらも名前の由来は不明。かなりの大食いで、出演し始めた頃には無表情で大量のお菓子を黙々と食べることが多かった。
- 各コーナーの収録中、ごく稀にスタジオの上を電車が通過して音声がかき消される場合があった。その状況下で出演者たちが口にしたセリフはテロップで補足されていた。
- 番組は2006年11月25日放送分で放送100回を迎えたが、その翌月に終了した。